# Драмклифф
Драмклифф (англ. Drumcliffe; ирл. Droim Chliabh) — деревня в Ирландии, находится в графстве Слайго (провинция Коннахт). Население — 2784 человека (по переписи 2002 года).

## История и география
Драмклифф находится на северо-западе Ирландии, в графстве Слайго, в 8 километрах севернее города Слайго, между горой Бен Балбен и Атлантическим океаном. Численность населения составляет 2.784 человека (на 2002 год).
Поселение на месте нынешнего Драмклиффа было отмечено ещё на карте Птолемея (под названием Нагната). Около 575 года здесь был основан монастырь Святого Колумбана, на кладбище при церкви которого в 1948 году был перезахоронен, согласно его желанию, ирландский поэт У. Б. Йейтс.
Среди других достопримечательностей Драмклиффа следует назвать сохранившийся с IX столетия кельтский каменный крест и Круглую башню (Irish round tower), возведение которой относится к X—XI векам.

## Галерея

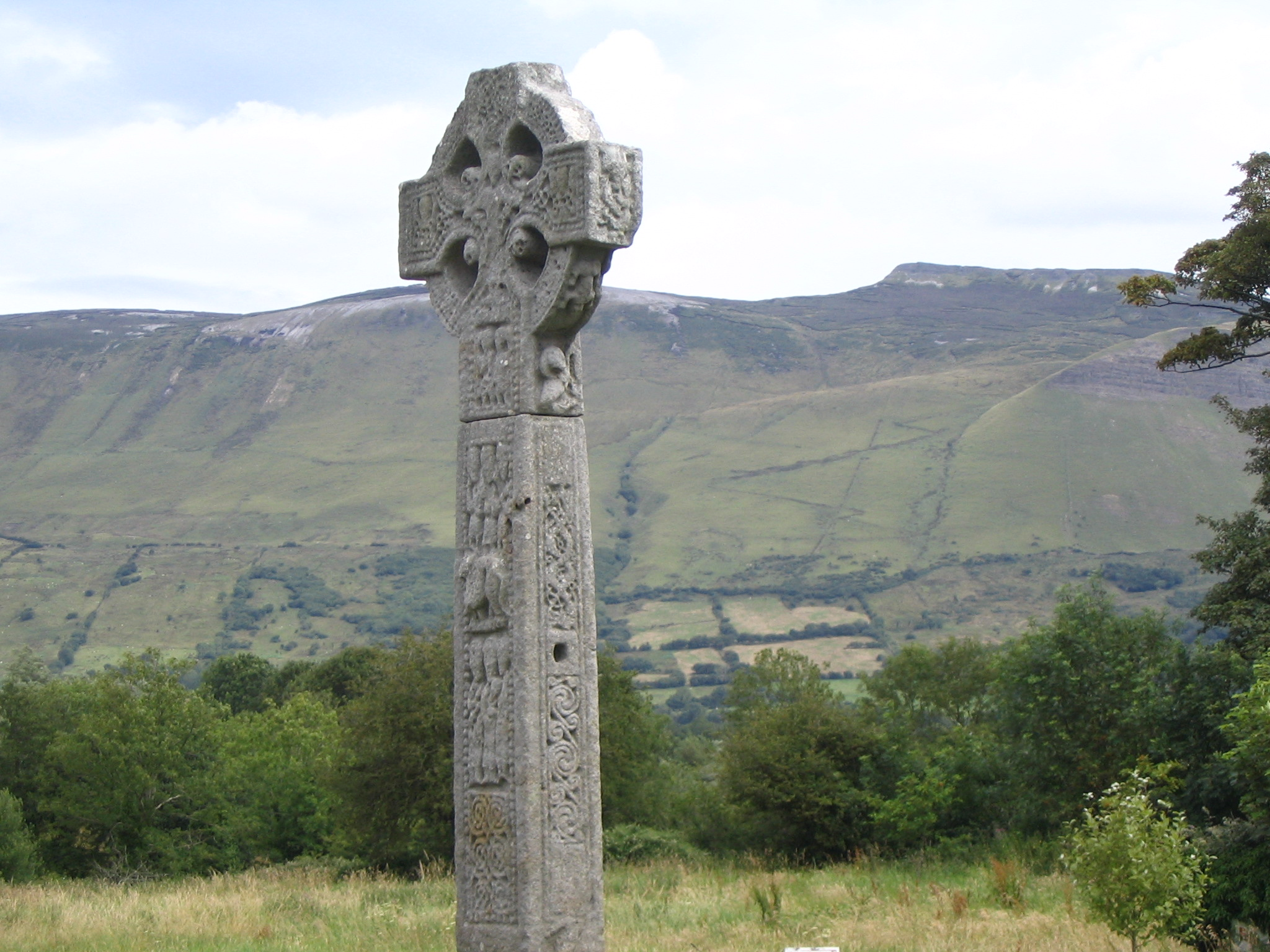
Драмклиффский крест
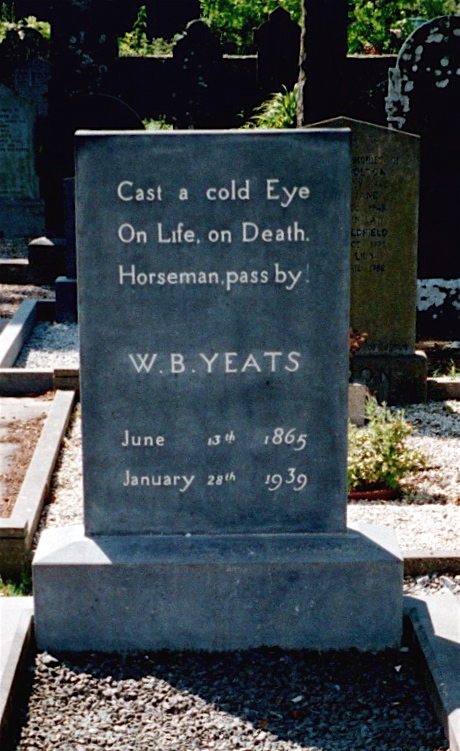
Могила У.Б.Йейтса
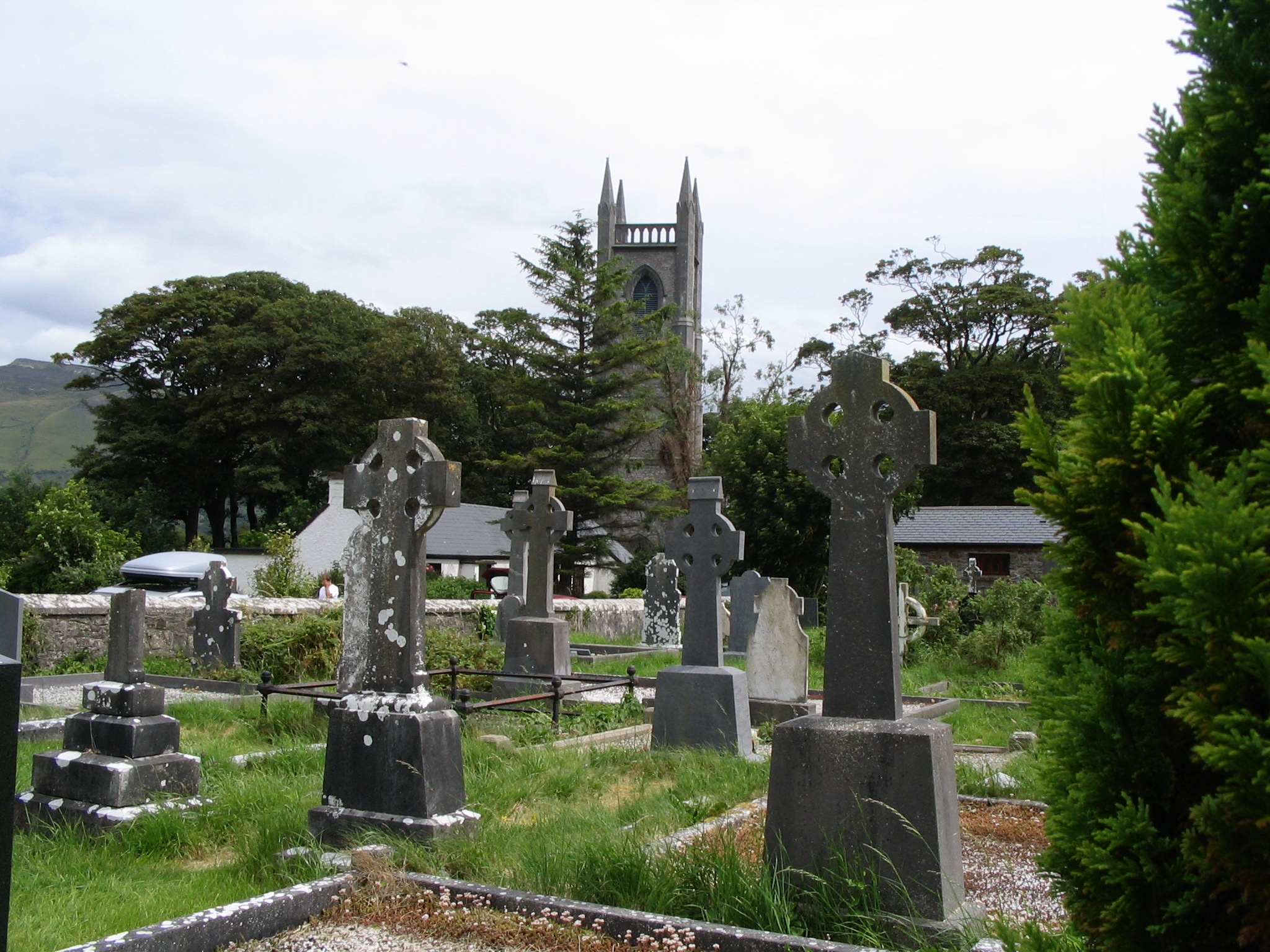
Кладбище при церкви Св.Колумбана